# Tetrabromometano
Il tetrabromometano è un alometano tetrasostituito di formula CBr4. Appare come un solido cristallino giallo-brunastro o incolore, dal debole odore caratteristico. Viene utilizzato come reagente di laboratorio nelle sintesi organiche.

## Sintesi
Il tetrabromometano viene comunemente ottenuto facendo reagire il metano in un eccesso di bromo molecolare sotto l'azione catalitica di radiazioni ultraviolette:
CH4 + Br2 → CH3Br + HBr
CH3Br + Br2 → CH2Br2 + HBr
CH2Br2 + Br2 → CHBr3 + HBr
CHBr3 + Br2 → CBr4 + HBr
Durante il processi si ha la formazione di piccole quantità di tribromometano e dibromometano, che in eccesso di Br2 verranno convertite a loro volta in tetrabromometano. Qualora la quantità di bromo non fosse sufficiente o fosse in difetto rispetto al metano non si avrebbe la formazione di CBr4 ma solo dei suoi intermedi mono, di e trisostituiti.

## Reazioni
Il tetrabromometano è utilizzato nella reazione di Appel, processo chimico che vede la conversione di un alcol nell'alogenuro alchilico corrispondente (nella fattispecie un bromuro alchilico) quando viene trattato con una miscela di un alogenometano tetrasostituito e trifenilfosfina.
R-OH + CBr4 + Ph3P → R-Br + CHBr3 + Ph3P=O